# Landkreis Helmstedt
Der Landkreis Helmstedt ist ein Landkreis im Osten des Landes Niedersachsen an der Grenze zu Sachsen-Anhalt.
Mit einer Fläche von rund 670 km² ist der Landkreis Helmstedt einer der kleinsten in Niedersachsen. Der Landkreis besteht aus den drei Städten Helmstedt, Schöningen und Königslutter am Elm sowie 20 weiteren Gemeinden.

## Geographie

### Lage
Der Landkreis befindet sich im nördlichen Harzvorland und liegt an der Schwelle zur Norddeutschen Tiefebene.

### Nachbarkreise
Der Landkreis grenzt im Uhrzeigersinn im Nordosten beginnend an die Landkreise Börde und Harz (beide in Sachsen-Anhalt) sowie an den Landkreis Wolfenbüttel, an die kreisfreie Stadt Braunschweig, an den Landkreis Gifhorn und an die kreisfreie Stadt Wolfsburg (alle in Niedersachsen).

### Landschaft und Klima
Das Landschaftsbild wird geprägt durch die Höhenzüge Elm und Lappwald, die den gleichnamigen Naturpark bilden.
Höchster natürlicher Punkt des Landkreises ist mit 312 m über NHN der Nordhang des Drachenberg, der sich schon im Landkreis Wolfenbüttel befindet.
Klimatisch liegt das Gebiet in der Übergangszone zwischen maritimen und kontinentalen Wettereinflüssen.

### Gliederung
In Klammern die Einwohnerzahl am 31. Dezember 2023.
Einheitsgemeinden
1. Helmstedt, Kreisstadt, selbständige Gemeinde (25.284)
2. Königslutter am Elm, Stadt (15.408)
3. Lehre (11.958)
4. Schöningen, Stadt (11.205)

Samtgemeinden mit ihren Mitgliedsgemeinden

* Sitz der Samtgemeindeverwaltung
| - 1. Samtgemeinde Grasleben (4528) 1. Grasleben * (2353) 2. Mariental (946) 3. Querenhorst (497) 4. Rennau (732) - 2. Samtgemeinde Heeseberg (3505) 1. Beierstedt (357) 2. Gevensleben (615) 3. Jerxheim * (1061) 4. Söllingen (1472) | - 3. Samtgemeinde Nord-Elm (5692) 1. Frellstedt (829) 2. Räbke (795) 3. Süpplingen * (1706) 4. Süpplingenburg (648) 5. Warberg (811) 6. Wolsdorf (903) - 4. Samtgemeinde Velpke (13.112) 1. Bahrdorf (1745) 2. Danndorf (2529) 3. Grafhorst (1122) 4. Groß Twülpstedt (2817) 5. Velpke * (4899) |

gemeindefreie Gebiete (alle unbewohnt)
1. Brunsleberfeld (4,09 km²)
2. Helmstedt (18,56 km²)
3. Königslutter (8,90 km²)
4. Mariental (15,81 km²)
5. Schöningen (11,92 km²)

Die Einheits- und Samtgemeinden verfügen über insgesamt 67 freiwillige Ortsfeuerwehren. Siehe auch: Liste der Feuerwehren im Landkreis Helmstedt

### Ehemalige Gemeinden
Die folgende Tabelle listet alle ehemaligen Gemeinden des Landkreises Helmstedt und ihre spätere Zugehörigkeit:
| Gemeinde           | Spätere Zugehörigkeit | Datum der Eingemeindung       | Anmerkung                                     |
| ------------------ | --------------------- | ----------------------------- | --------------------------------------------- |
| Ahnebeck           | Parsau                | 1. Juli 1972                  | seit 1. Juli 1972 Landkreis Gifhorn           |
| Alversdorf         | Schöningen            | 1. April 1971                 |                                               |
| Barmke             | Helmstedt             | 1. März 1974                  |                                               |
| Berenbrock         | Calvörde              | 1. Januar 2010                | im Juli 1945 zum Landkreis Gardelegen         |
| Bergfeld           |                       |                               | seit 1. Juli 1972 Landkreis Gifhorn           |
| Boimstorf          | Königslutter          | 1. März 1974                  |                                               |
| Bornum am Elm      | Königslutter          | 1. März 1974                  |                                               |
| Brackstedt         | Wolfsburg             | 1. Juli 1972                  |                                               |
| Brechtorf          | Rühen                 | 1. Juli 1972                  | seit 1. Juli 1972 Landkreis Gifhorn           |
| Büddenstedt        | Helmstedt             | 1. Juli 2017                  | Zusammenschluss mit Neugründung von Helmstedt |
| Büstedt            | Wahrstedt Velpke      | 1. April 1938 1. Juli 1972    |                                               |
| Calvörde           |                       |                               | im Juli 1945 zum Landkreis Gardelegen         |
| Dobbeln            | Twieflingen Söllingen | 1. März 1974 1. November 2016 |                                               |
| Dorst              | Calvörde              | 1. Januar 2010                | im Juli 1945 zum Landkreis Gardelegen         |
| Eischott           | Rühen                 | 1. Juli 1972                  | seit 1. Juli 1972 Landkreis Gifhorn           |
| Elsebeck           | Berenbrock Calvörde   | 1. Juli 1950 1. Januar 2010   | im Juli 1945 zum Landkreis Gardelegen         |
| Emmerstedt         | Helmstedt             | 1. März 1974                  |                                               |
| Esbeck             | Schöningen            | 1. März 1974                  |                                               |
| Glentorf           | Königslutter          | 1. März 1974                  |                                               |
| Groß Sisbeck       | Groß Twülpstedt       | 1. Juli 1972                  |                                               |
| Groß Steinum       | Königslutter          | 1. März 1974                  |                                               |
| Hohnsleben         | Reinsdorf Büddenstedt | 1. April 1942 1. März 1974    |                                               |
| Hoiersdorf         | Schöningen            | 1. März 1974                  |                                               |
| Hoitlingen         | Tiddische             | 1. Juli 1972                  | seit 1. Juli 1972 Landkreis Gifhorn           |
| Ingeleben          | Söllingen             | 1. November 2016              |                                               |
| Jeseritz           | Gardelegen            | 1. Januar 2010                | im Juli 1945 zum Landkreis Gardelegen         |
| Kästorf            | Wolfsburg             | 1. Juli 1972                  |                                               |
| Klein Sisbeck      | Groß Twülpstedt       | 1. Juli 1972                  |                                               |
| Klein Twülpstedt   | Groß Twülpstedt       | 1. Juli 1972                  |                                               |
| Langeleben         | Lelm Königslutter     | 1. Oktober 1936 1. März 1974  |                                               |
| Lauingen           | Königslutter          | 1. März 1974                  |                                               |
| Lelm               | Königslutter          | 1. März 1974                  |                                               |
| Lössewitz          | Berenbrock Calvörde   | 1. Juli 1950 1. Januar 2010   | im Juli 1945 zum Landkreis Gardelegen         |
| Mackendorf         | Bahrdorf              | 1. Juli 1972                  |                                               |
| Meinkot            | Velpke                | 1. Juli 1972                  |                                               |
| Neuhaus            | Wolfsburg             | 1. Juli 1972                  |                                               |
| Nordsteimke        | Wolfsburg             | 1. Juli 1972                  |                                               |
| Oberlutter         | Königslutter          | 1924                          |                                               |
| Offleben           | Büddenstedt Helmstedt | 1. März 1974 1. Juli 2017     |                                               |
| Papenrode          | Groß Twülpstedt       | 1. Juli 1972                  |                                               |
| Parleib            | Potzehne Gardelegen   | 1. Juli 1950 1. Januar 2010   | im Juli 1945 zum Landkreis Gardelegen         |
| Parsau             |                       |                               | seit 1. Juli 1972 Landkreis Gifhorn           |
| Reinsdorf          | Büddenstedt Helmstedt | 1. März 1974 1. Juli 2017     |                                               |
| Reislingen         | Wolfsburg             | 1. Juli 1972                  |                                               |
| Rickensdorf        | Bahrdorf              | 1. Juli 1972                  |                                               |
| Rieseberg          | Königslutter          | 1. März 1974                  |                                               |
| Rotenkamp          | Königslutter          | 1. März 1974                  |                                               |
| Rottorf            | Königslutter          | 1. März 1974                  |                                               |
| Rühen              |                       |                               | seit 1. Juli 1972 Landkreis Gifhorn           |
| Rümmer             | Groß Twülpstedt       | 1. Juli 1972                  |                                               |
| Runstedt           | Helmstedt             | 1. April 1960                 |                                               |
| Saalsdorf          | Bahrdorf              | 1. Juli 1972                  |                                               |
| Scheppau           | Königslutter          | 1. März 1974                  |                                               |
| Schickelsheim      | Königslutter          | 1. März 1974                  |                                               |
| Stift Königslutter | Königslutter          | 1924                          |                                               |
| Sunstedt           | Königslutter          | 1. März 1974                  |                                               |
| Tiddische          |                       |                               | seit 1. Juli 1972 Landkreis Gifhorn           |
| Twieflingen        | Söllingen             | 1. November 2016              |                                               |
| Uthmöden           | Haldensleben          | 16. Juli 1992                 | im Juli 1945 zum Landkreis Gardelegen         |
| Velsdorf           | Calvörde              | 1. Januar 2010                | im Juli 1945 zum Landkreis Gardelegen         |
| Velstove           | Wolfsburg             | 1. Juli 1972                  |                                               |
| Volkmarsdorf       | Groß Twülpstedt       | 1. Juli 1972                  |                                               |
| Vorsfelde          | Wolfsburg             | 1. Juli 1972                  |                                               |
| Wahrstedt          | Velpke                | 1. Juli 1972                  |                                               |
| Warmenau           | Wolfsburg             | 1. Juli 1972                  |                                               |
| Watenstedt         | Gevensleben           | 1. März 1974                  |                                               |
| Wendschott         | Wolfsburg             | 1. Juli 1972                  |                                               |
| Wobeck             | Twieflingen           | 1. März 1974                  |                                               |
| Zobbenitz          | Calvörde              | 1. Januar 2010                | im Juli 1945 zum Landkreis Gardelegen         |

## Geschichte
Ein Kreis Helmstedt besteht seit dem 1. Januar 1833 und war zur Zeit seiner Gründung ein Bestandteil des Herzogtums Braunschweig. Er gliederte sich in die Ämter Helmstedt, Schöningen, Königslutter, Vorsfelde und Calvörde. Die Einwohnerzahl des Kreises betrug damals etwas über 40.000 Einwohner; mehr als 90 % der Bevölkerung lebten von der Landwirtschaft. Die Kreis-Direktion befand sich im heutigen Gebäude des Zonengrenz-Museums in Helmstedt. Im Jahr 1871 wurden sämtliche kreisangehörigen Gemeinden in einem Kommunalverband zusammengeschlossen, dessen Organe die Kreisversammlung (der heutige Kreistag) und der Kreisausschuss waren.
Die Eisenbahnstrecke Braunschweig–Helmstedt–Magdeburg wurde im Jahr 1872 in Betrieb genommen und sorgte ebenso wie die zwei Jahre später erfolgte Erschließung des Braunkohletagebaus „Trendelbusch“ für einen wirtschaftlichen Aufschwung in dem Gebiet zwischen Elm und Lappwald. In der Folgezeit prägte die Braunkohleförderung durch eine starke Ausdehnung des Tagebaubetriebes das Landschaftsbild und die wirtschaftliche Entwicklung der Region.
Die durch den Landkreis führende Reichsautobahn 6 (Hannover–Berlin) wurde im Jahr 1937 fertiggestellt und sorgte für eine gute infrastrukturelle Anbindung des Gebietes. Die heutige Bundesautobahn 2 gilt als eine der verkehrsreichsten Straßen in Deutschland.

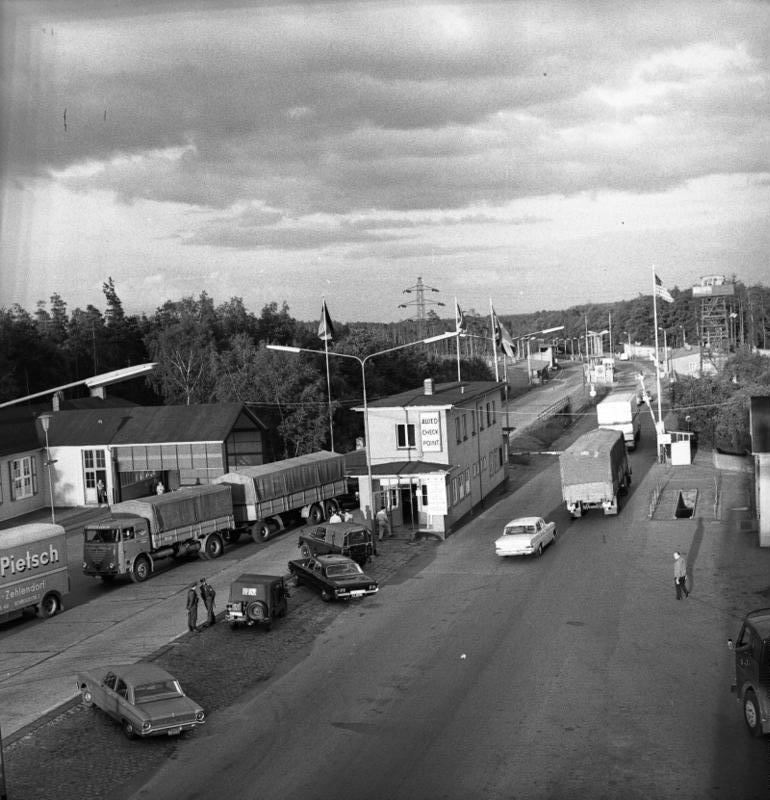
Grenzkontrollpunkt Helmstedt im Juni 1967

Seit 1939 wurden die unteren Verwaltungsbehörden im Reich – außerhalb Preußens – einheitlich als Landkreis bezeichnet.
Gegen Ende des Zweiten Weltkrieges im April 1945 wurde die Region durch amerikanische Truppen besetzt. Der Landkreis Helmstedt fiel nach Kriegsende in die britische Besatzungszone; die Exklave Calvörde des Landkreises wurde allerdings auf Grund ihrer östlichen Lage der sowjetischen Besatzungszone zugeschlagen. Gleichzeitig wechselte die Gemeinde Preußisch Offleben aus dem Landkreis Haldensleben in den Landkreis Helmstedt und wurde mit der dortigen Gemeinde Offleben zusammengeschlossen. Der Landkreis Helmstedt befand sich somit während der Zeit des Kalten Krieges an der unmittelbaren Grenze zur sowjetischen Einflusssphäre. Der seit dem Juli 1945 errichtete Kontrollpunkt Helmstedt entwickelte sich während dieser Zeit – bedingt durch die geografische Nähe zu West-Berlin – zu dem größten europäischen Grenzübergang.
Im Jahr 1946 wurde der Landkreis Helmstedt ein Teil des neu gegründeten Landes Niedersachsen und gehörte darin zum Verwaltungsbezirk Braunschweig. Wegen des starken Zuzuges von Flüchtlingen aus den östlich gelegenen Gebieten erreichte die Bevölkerungszahl des Landkreises – trotz des Verlustes des Amtsbezirkes Calvörde – im Jahr 1950 einen Höchststand von über 131.000 Einwohnern.
Das einheitliche Kfz-Kennzeichen „HE“ für den Landkreis wurde im Juli 1956 eingeführt.
Im Rahmen von Kreisgebietsänderungen in den Jahren 1972 und 1974 wurde die Stadt Vorsfelde an die kreisfreie Stadt Wolfsburg abgegeben, die neugeschaffene Gemeinde Rühen mit Brechtorf und Eischott ging an den Landkreis Gifhorn. Im Gegenzug kam eine Reihe von Gemeinden zwischen Wolfsburg und Königslutter vom Landkreis Gifhorn zum Landkreis Helmstedt; diese Zugewinne machen heute die vergrößerten Gemeinden Lehre und Rennau sowie einen Teil der mit der Stadt Königslutter vereinigten Gebiete aus.
Zum 1. November 2016 wurden Ingeleben, Söllingen und Twieflingen zur neuen Gemeinde Söllingen zusammengeschlossen.
Zum 1. Juli 2017 fusionierten Büddenstedt und Helmstedt zur neuen Stadt Helmstedt.

### Einwohnerstatistik

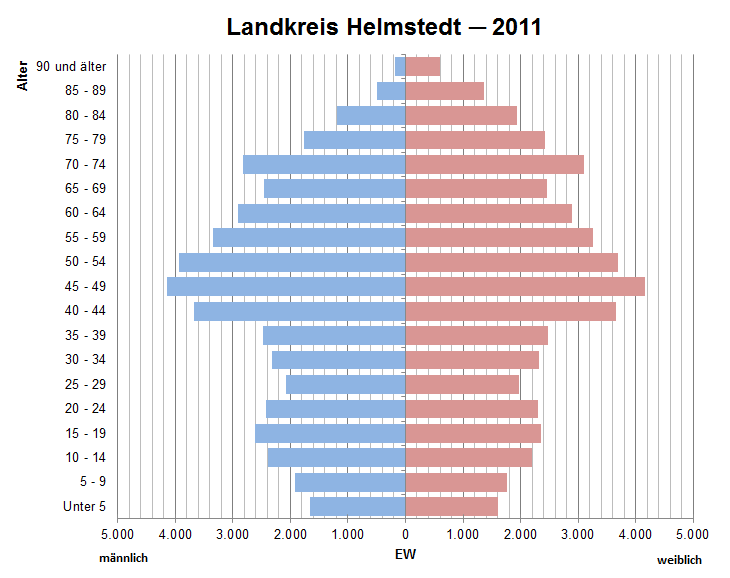
Bevölkerungspyramide für den Kreis Helmstedt (Datenquelle: Zensus 2011).

| Jahr | Einwohner | Quelle |
| ---- | --------- | ------ |
| 1833 | 41.131    | [ 7 ]  |
| 1871 | 49.496    | [ 7 ]  |
| 1890 | 65.501    | [ 5 ]  |
| 1900 | 74.121    | [ 5 ]  |
| 1910 | 78.514    | [ 5 ]  |
| 1925 | 79.879    | [ 5 ]  |
| 1939 | 79.157    | [ 5 ]  |
| 1946 | 116.8320  | [ 5 ]  |
| 1950 | 126.9500  | [ 5 ]  |
| 1960 | 119.6000  | [ 5 ]  |
| 1970 | 118.9000  | [ 8 ]  |

| Jahr | Einwohner | Quelle |
| ---- | --------- | ------ |
| 1975 | 103.0070  | [ 9 ]  |
| 1980 | 99.188    | [ 9 ]  |
| 1985 | 96.141    | [ 9 ]  |
| 1990 | 100.1840  | [ 9 ]  |
| 1995 | 101.8290  | [ 9 ]  |
| 2000 | 100.0330  | [ 9 ]  |
| 2005 | 97.749    | [ 9 ]  |
| 2010 | 92.836    | [ 9 ]  |
| 2015 | 91.500    | [ 9 ]  |
| 2020 | 91.518    | [ 9 ]  |
| 0    | 0         | 0      |

|  |

### Konfessionsstatistik
Gemäß der Volkszählung 2011 waren 53,1 % der Einwohner evangelisch, 10,9 % römisch-katholisch und 35,9 % waren konfessionslos, gehörten einer anderen Glaubensgemeinschaft an oder machten keine Angabe. Der Anteil der Protestanten und Katholiken am Gesamtbevölkerung ist seitdem mit 1 % jährlich gesunken. Gemäß dem Zensus 2022 waren (Stand Mai 2022) 41,7 % der Einwohner evangelisch, 9,5 % katholisch und 48,9 % waren konfessionslos, gehörten einer anderen Glaubensgemeinschaft an oder machten keine Angabe.

## Politik

### Landrat
Landrat ist seit dem 28. September 2016 Gerhard Radeck (CDU). Seine Stellvertreter sind Jan Fricke (SPD) und Andreas Weber (CDU). Zu seinen Vorgängern siehe Liste der Landräte des Landkreises Helmstedt.

### Kreistag

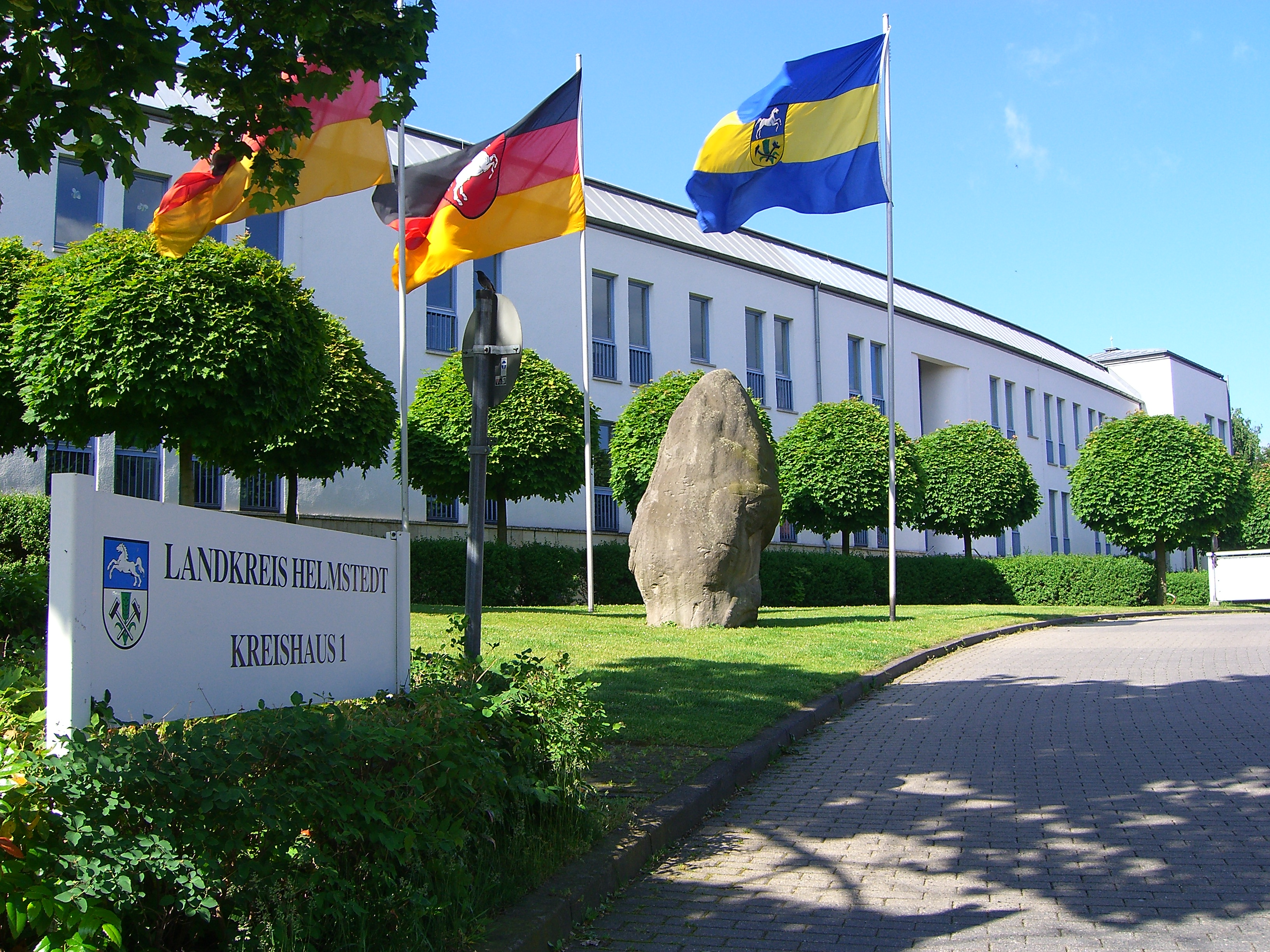
Sitz der Kreisverwaltung in Helmstedt

- Linke: 1
- SPD: 14
- Grüne: 5
- UWG: 2
- ZIEL: 1
- FDP: 2
- CDU: 14
- AfD: 3

| Parteien und Wählergemeinschaften | % 2021 | Sitze 2021 | % 2016  | Sitze 2016 | % 2011  | Sitze 2011 | % 2006  | Sitze 2006 | % 2001  | Sitze 2001 |
| SPD                               | 34,26  | 14         | 34,47   | 15         | 41,90   | 18         | 41,80   | 18         | 44,32   | 22         |
| CDU                               | 32,26  | 14         | 33,65   | 14         | 34,82   | 15         | 36,74   | 15         | 40,30   | 20         |
| GRÜNE                             | 10,94  | 5          | 7,63    | 3          | 9,03    | 4          | 4,89    | 2          | 3,74    | 1          |
| AfD                               | 6,75   | 3          | 8,00    | 3          | –       | –          | –       | –          | –       | –          |
| FDP                               | 5,72   | 2          | 4,35    | 2          | 3,14    | 1          | 6,26    | 3          | 4,78    | 2          |
| UWG                               | 5,05   | 2          | 5,84    | 2          | 5,71    | 2          | 5,68    | 2          | 3,75    | 2          |
| LINKE                             | 2,07   | 1          | 1,53    | 1          | 2,30    | 1          | 1,37    | 1          | 1,12    | 0          |
| ZIEL                              | 1,40   | 1          | 1,35    | 1          | –       | –          | –       | –          | –       | –          |
| dieBasis                          | 1,22   | 0          | –       | –          | –       | –          | –       | –          | –       | –          |
| UWGfB                             | 0,33   | 0          | –       | –          | –       | –          | –       | –          | –       | –          |
| NPD                               | –      | –          | 1,64    | 1          | 3,05    | 1          | 3,26    | 1          | 1,98    | 0          |
| PARTEI                            | –      | –          | 0,75    | 0          | –       | –          | –       | –          | –       | –          |
| Sonstige                          | –      | –          | 0,74    | 0          | –       | –          | –       | –          | –       | –          |
| gesamt                            | 100    | 42         | 100     | 42         | 100     | 42         | 100     | 42         | 100     | 47         |
| Wahlbeteiligung in %              | 57,07  | 57,07      | 55,10 % | 55,10 %    | 55,88 % | 55,88 %    | 51,39 % | 51,39 %    | 59,36 % | 59,36 %    |

(Quelle unter:)

### Landtagswahlkreis Helmstedt
Siehe: Landtagswahlkreis Helmstedt – Amtliche Ergebnisse des Kreises zu den Wahlen der niedersächsischen Landtage

### Wappen
Der Entwurf des Kommunalwappens vom Landkreis Helmstedt stammt vom Hauptstaatsarchiv Hannover und von dem Heraldiker und Wappenmaler Gustav Völker, der zahlreiche Wappen in der Region Hannover erschaffen hat. Das Wappen wurde am 12. Dezember 1951 durch den Kreistag beschlossen und der Niedersächsische Innenminister genehmigte es am 9. Juli 1952.
| Wappen von Landkreis Helmstedt | Blasonierung: „In Blau über Gold geteiltem Schild oben das silberne niedersächsisch-braunschweigische Pferd, unten eine grüne Ähre, überkreuzt von einem schwarzen Bergmannsgezähe.“ |
| Wappen von Landkreis Helmstedt | Wappenbegründung: Das Wappen vom Landkreis Helmstedt ist eine moderne Schöpfung, obwohl es durch die braunschweigischen Landesfarben auf eine langjährige Zugehörigkeit zum Land Braunschweig hinweist. Das Schild ist jedoch von der braunschweigisch-lüneburgischen Hälfte des Wappens abgeleitet. Die grüne Ähre symbolisiert die im Landkreis intensiv betriebene Landwirtschaft. Schlägel und Eisen deuten auf den Braunkohlebergbau und die Gewinnung von Salz hin, die zwei wichtige Wirtschaftszweige der Region sind. |

### Partnerschaften
- Powiat Wejherowski, Polen, seit 2003

### Fusionspläne
Der Kreistag hat am 15. März 2013 einstimmig die Aufnahme von Fusionsverhandlungen mit der Stadt Wolfsburg beschlossen. Ziel dieser Verhandlungen soll die Auflösung des Landkreises Helmstedt und die Bildung eines Gemeindeverbandes Wolfsburg-Helmstedt sein. Der Rat der Stadt Wolfsburg hat am 13. März 2013 ebenfalls einstimmig für die Aufnahme von Verhandlungen gestimmt. Die Fusionspläne in Gestalt eines Gemeindeverbandes Wolfsburg-Helmstedt wurden vom Land Niedersachsen als unvereinbar mit der Niedersächsischen Verfassung abgelehnt. Einen Beschluss, die Fusionsverhandlungen offiziell für beendet zu erklären, haben jedoch weder der Kreistag des Landkreises Helmstedt noch der Rat der Stadt Wolfsburg gefasst. Insofern ruhen die Fusionsgespräche bis auf Weiteres.

## Wirtschaft und Infrastruktur
Die wirtschaftliche Entwicklung des Landkreises wird stark von den angrenzenden Oberzentren Braunschweig und Wolfsburg geprägt. Einer der größten Arbeitgeber der Region ist das im benachbarten Wolfsburg ansässige Volkswagenwerk mit einem großen Einzugsgebiet.

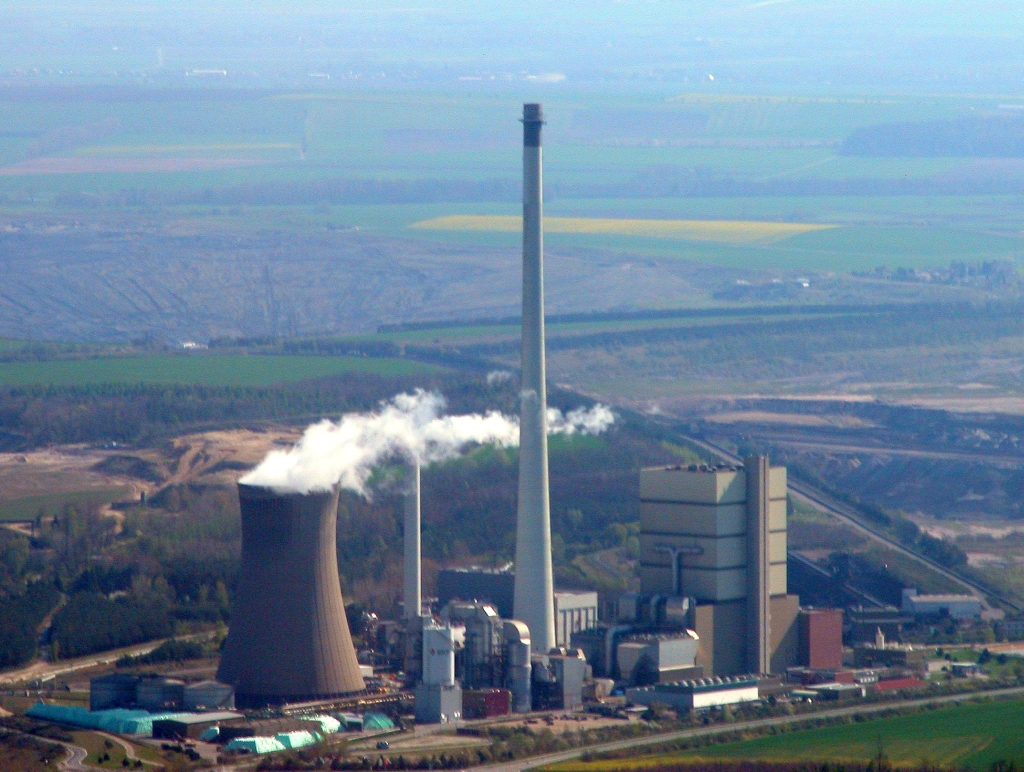
Braunkohlekraftwerk Buschhaus

Seit dem Ende des 19. Jahrhunderts wird im südlichen Kreisgebiet (Helmstedter Revier) großflächig Braunkohle in Tagebauen gefördert, die auch das Landschaftsbild der Region stark veränderten. Die Braunkohle wurde durch die Braunschweigische Kohlen-Bergwerke AG (BKB) abgebaut und durch eigene Kraftwerke verstromt. Die BKB war über viele Jahre der größte Arbeitgeber im Landkreis Helmstedt. Heute wird die Energiegewinnung und -versorgung von Unternehmen des E.ON-Konzerns wahrgenommen.
In der Gemeinde Grasleben im Norden des Landkreises wird seit vielen Jahrzehnten in einem Salzbergwerk Steinsalz gewonnen. Das Bergwerk wird heute von dem Unternehmen esco betrieben.
Die Agrarwirtschaft hat traditionell eine wichtige Bedeutung für den ländlich strukturierten Landkreis Helmstedt. Insbesondere der Zuckerrübenanbau wird seit Beginn des 19. Jahrhunderts in großem Umfang betrieben.
Größter Arbeitgeber des Landkreises ist mit rund 1050 Arbeitsplätzen das AWO Psychiatriezentrum in Königslutter.
Der Landkreis wird in west-östlicher Richtung von der Bundesautobahn 2 durchquert und stellt eine Anbindung zu den Großstädten Braunschweig und Magdeburg her. Über die Bundesautobahn 39 können die Industriezentren in Wolfsburg und Salzgitter erreicht werden. Die Bundesstraßen 1, 82, 244 und 245 a verbinden den Landkreis mit dem Bundesfernstraßennetz.
An das deutsche Eisenbahnschienennetz ist der Landkreis Helmstedt mit Haltepunkten auf der Bahnstrecke Braunschweig–Magdeburg angebunden, die von Intercityzügen und Regionalbahnen befahren wird.
Siehe auch:
- Liste der Straßen und Plätze in Helmstedt
- Liste der Straßen und Plätze in Königslutter am Elm
- Liste der Straßen und Plätze in Lehre
- Liste der Straßen und Plätze in der Samtgemeinde Grasleben
- Liste der Straßen und Plätze in der Samtgemeinde Heeseberg
- Liste der Straßen und Plätze in der Samtgemeinde Nord-Elm
- Liste der Straßen und Plätze in Schöningen
- Liste der Straßen und Plätze in Velpke

## Kultur und Sehenswürdigkeiten

### Kulturverein
Der Landkreis ist Mitglied in dem eingetragenen Verein Braunschweigische Landschaft mit Sitz in Braunschweig. Er wurde zur Pflege kultureller Einrichtungen in der Region gegründet. Ferner ist er Mitglied in der Deuregio Ostfalen, einem eingetragenen Verein mit Sitz in Helmstedt.

### Schutzgebiete, Naturdenkmale
Im Landkreis befinden sich neben Landschaftsschutzgebieten und Naturdenkmalen zehn ausgewiesene Naturschutzgebiete (Stand Februar 2017).
Siehe auch:
- Liste der Naturschutzgebiete im Landkreis Helmstedt
- Liste der Landschaftsschutzgebiete im Landkreis Helmstedt
- Liste der Naturdenkmale im Landkreis Helmstedt
- Liste der geschützten Landschaftsbestandteile im Landkreis Helmstedt

## Kfz-Kennzeichen
Am 1. Juli 1956 wurde dem Landkreis bei der Einführung der bis heute gültigen Kfz-Kennzeichen das Unterscheidungszeichen HE zugewiesen. Es wird durchgängig bis heute ausgegeben.